# Емісія (економіка)
Емі́сія грошових коштів (лат. emissio — випуск) — випуск в обіг нових грошових знаків. Емісія грошей є однією із найважливіших функцій центрального банку, якому належить монопольне право емісії національної валюти та організації її обігу. Здійснюючи емісію грошей, центральний банк намагається забезпечити таку кількість грошей в обігу, яка необхідна для обслуговування процесу обміну товарами та послугами в економіці.
Обсяг емісії грошей розраховується на підставі прогнозних макроекономічних показників розвитку економіки: обсягу валового внутрішнього продукту, інфляції, параметрів бюджету, доходів населення тощо.
Емісія грошей як правило, здійснюється в безготівковій формі шляхом зарахування відповідної суми коштів на кореспондентські рахунки банків у центральному банку. Коли ж гроші вилучаються з обігу, то відповідна сума, навпаки, списується з цих рахунків.
Людвіг фон Мізес один з основоположників Австрійської школи економіки писав: "Якщо продовжуватиметься практика покриття дефіциту державного бюджету за рахунок емісії банкнот, то неодмінно настане день, рано чи пізно, коли грошові системи тих країн, які дотримуються цього курсу, повністю зруйнуються. Купівельна спроможність грошової одиниці буде знижуватися все більше і більше, поки, нарешті, не зникне повністю".

## Емісійні операції НБУ
Емісійні операції (які являють собою як випуск в обіг коштів, так і вилучення їх з обігу) є суттю діяльності центрального банку. Усе, що робить центральний банк, так або інакше пов'язано з такими операціями. Здійснюючі емісійні операції, центральний банк намагається забезпечити таку кількість грошей в обігу, яка необхідна для обслуговування процесу обміну товарами та послугами в економіці.
Обсяг емісії коштів розраховується на підставі прогнозних показників розвитку економіки: обсягу валового внутрішнього продукту, інфляції, параметрів бюджету та ін. Центральні банки не кредитують Уряд для покриття бюджетного дефіциту, оскільки такі гроші не матимуть відповідного товарного покриття і призведуть до зростання цін.
Випуск коштів здійснюється через валютний, фондовий та кредитний канали і забезпечується отриманням Національним банком еквівалентного обсягу іноземної валюти або ліквідних фінансових інструментів, завдяки чому за потреби через ці ж канали відбувається вилучення коштів з обігу.
- Через валютний канал гроші випускаються/вилучаються шляхом здійснення Національним банком України операцій з купівлі/продажу іноземної валюти на міжбанківському ринку.
- Через фондовий канал кошти випускаються/вилучаються шляхом здійснення Національним банком України операцій з купівлі/продажу на відкритому ринку державних цінних паперів.
- Через кредитний канал кошти випускаються шляхом здійснення Національним банком підтримки ліквідності банків через механізми рефінансування. При цьому кошти випускаються на зворотній основі під відповідне забезпечення (яке надається Національному банку в заставу) та на визначений термін (від 1 до 365 днів в залежності від інструменту рефінансування), після якого повертаються до Національного банку і вилучаються з обігу.